# Memoriał Józefa Żylewicza 2012
40. Memoriał Józefa Żylewicza – międzynarodowy mityng lekkoatletyczny, który odbył się 26 maja na stadionie im. Sławomira Zieleniewskiego gdańskiej Akademii Wychowania Fizycznego i Sportu. Zawody zorganizował klub lekkoatletyczny Lechia Gdańsk. Podczas zawodów został rozegrany dodatkowo chód na 5000 metrów kobiet i mężczyzn w ramach Akademickich Mistrzostw Polski.

## Rezultaty

### Mężczyźni
| Konkurencja:                 | 1. miejsce          | Rezultat | 2. miejsce        | Rezultat | 3. miejsce          | Rezultat |
| Bieg na 100 m                | Remigiusz Olszewski | 10,53    | Jakub Adamski     | 10,55    | Jakub Giżyński      | 10,56    |
| Bieg na 200 m                | Piotr Wiaderek      | 21,02    | Karol Zalewski    | 21,05    | Jakub Adamski       | 21,39    |
| Bieg na 400 m                | Kamil Budziejewski  | 46,81    | Piotr Klimczak    | 47,13    | Andrzej Jaros       | 47,77    |
| Bieg na 800 m                | Mateusz Stefaniec   | 1:53,92  | Dominik Czaja     | 1:53,98  | Marcin Nagórek      | 1:54,51  |
| Bieg na 1500 m               | Damian Rudnik       | 3:54,20  | Andrzej Rogiewicz | 3:57,89  | Grzegorz Cybulski   | 3:59,72  |
| Bieg na 3000 m (bieg główny) | Marek Skorupa       | 8:07,78  | Tomasz Szymkowiak | 8:12,21  | Michał Bernardelli  | 8:14,40  |
| Bieg na 400 m przez płotki   | Robert Bryliński    | 51,15    | Jarosław Cichosz  | 52,29    | Damian Krupa        | 53,01    |
| Skok w dal                   | Michał Rejmus       | 7,70     | Krzysztof Uwijała | 7,69     | Wojciech Prokop     | 7,35     |
| Skok o tyczce                | Piotr Lisek         | 5,00     | Rafał Torkowski   | 4,80     | Dariusz Łoś         | 4,80     |
| Pchnięcie kulą               | Jakub Giża          | 19,48    | Jakub Szyszkowski | 18,92    | Sylwester Zieliński | 18,74    |
| Rzut oszczepem               | Dawid Kościów       | 75,81    | Paweł Roziński    | 73,99    | Robert Szpak        | 70,95    |

### Kobiety
| Konkurencja:  | 1. miejsce          | Rezultat | 2. miejsce            | Rezultat | 3. miejsce             | Rezultat |
| Bieg na 100 m | Małgorzata Kołdej   | 11,72    | Monika Wieczorkiewicz | 12,04    | Paulina Klawiter       | 12,05    |
| Bieg na 200 m | Małgorzata Kołdej   | 23,73    | Iga Baumgart          | 23,77    | Monika Wieczorkiewicz  | 24,21    |
| Bieg na 400 m | Agata Bednarek      | 53,66    | Aneta Jakóbczak       | 55,00    | Agnieszka Karczmarczyk | 55,42    |
| Bieg na 800 m | Justyna Święty      | 2:04,78  | Sofia Ennaoui         | 2:05,09  | Syntia Ellward         | 2:05,53  |
| Skok o tyczce | Monika Pyrek        | 4,30     | Karmen Bunikowska     | 3,80     | Aleksandra Wiśnik      | 3,70     |
| Skok w dal    | Agnieszka Cichowlas | 6,30     | Patrycja Marciniak    | 6,27     | Małgorzata Reszka      | 6,25     |
| Rzut dyskiem  | Agnieszka Jarmużek  | 56,66    | Andżelika Przybylska  | 49,56    | Emilia Wełna           | 46,20    |